# سیارک ۲۵۶۴
سیارک ۲۵۶۴ (به انگلیسی: 2564 Kayala، نامگذاری:1977QX) دو هزار و پانصد و شصت و چهارمین سیارک کشف شده‌است که در ۱۹ اوت ۱۹۷۷ کشف شد.
قدر مطلق سیارک برابر ۱۳٫۳۰ است.